# Euplectella suberea
Euplectella suberea är en svampdjursart som beskrevs av Thomson 1876. Euplectella suberea ingår i släktet Euplectella och familjen Euplectellidae. Inga underarter finns listade i Catalogue of Life.